# Reazioni internazionali alla pandemia di COVID-19 in Italia
In risposta al propagarsi della pandemia di COVID-19 in Italia, molti paesi e regioni hanno imposto misure di quarantena o divieti d'ingresso per cittadini o turisti provenienti dall'Italia. Sono stati anche numerosi gli aiuti umanitari.

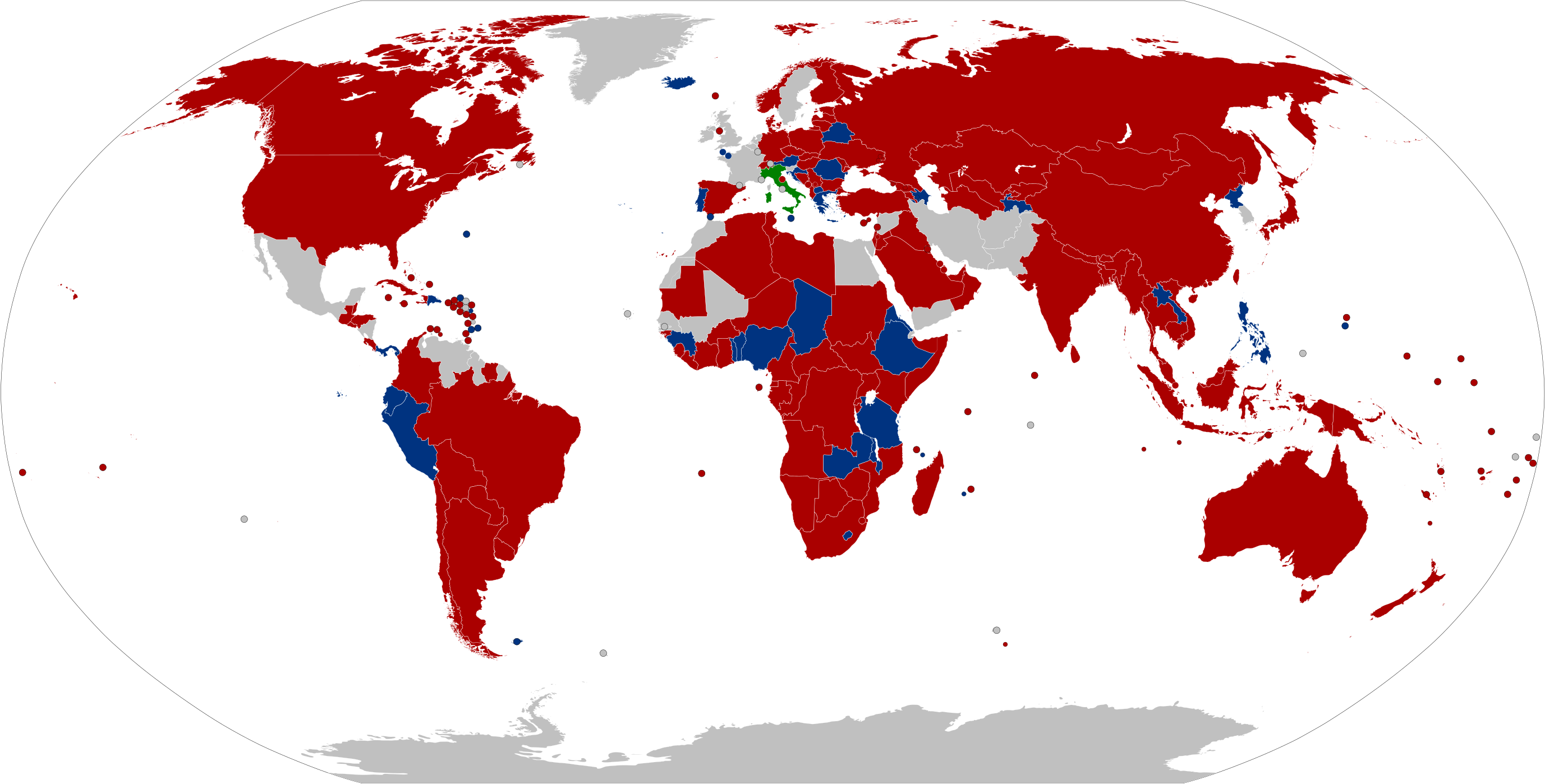
Italia
Ingresso vietato alle persone provenienti dall'Italia
Quarantena obbligatoria per le persone provenienti dall'Italia
Quarantena obbligatoria alle persone provenienti da determinate aree d'Italia
Aggiornata al 2 aprile 2020

## Cronologia
La sera del 23 febbraio 2020 l'Austria ha sospeso tutti i treni da e per l'Italia per un paio d'ore a causa di sospetti casi di COVID-19.
La Romania ha istituito in parallelo una quarantena per i cittadini italiani in arrivo dalla Lombardia e dal Veneto.
Il volo Alitalia AZ 772, decollato la sera del 23 febbraio 2020 da Roma e diretto alle Mauritius, è stato fermato dalle autorità mauriziane che hanno chiesto la quarantena obbligatoria oppure il rimpatrio dei passeggeri provenienti da Lombardia e Veneto, anche se senza sintomi.
In seguito all'esito positivo del tampone su un medico italiano in vacanza a Tenerife, tutti gli ospiti dell'hotel H10 Costa Adeje Palace di Adeje sono stati posti in quarantena.
Il 25 febbraio il Kuwait ha disposto la sospensione di tutti i voli provenienti dall'Italia, oltre che da Corea del Sud e Thailandia. Il Regno Unito ha invece imposto l'auto-isolamento obbligatorio per chi arriva dal Nord Italia (a nord di Pisa, Firenze e Rimini).
Dal 25 febbraio la Croazia ha esteso alle persone provenienti dalle regioni italiane considerate a rischio i controlli sanitari alla frontiera. Le persone che presentano i sintomi potranno essere poste in quarantena o respinte alla frontiera. Chi invece non presentasse sintomi sarà obbligato ad effettuare controlli quotidiani per 14 giorni.
Arabia Saudita, El Salvador, Giordania, Iraq, Israele e Seychelles vietano l'ingresso nel territorio nazionale ai provenienti dall'Italia.
Il 28 febbraio, la Germania ha adottato nuove misure di sicurezza sanitaria per includere le norme relative ai viaggi aerei e marittimi, imponendo ai passeggeri di più paesi, tra cui l'Italia, di segnalare il proprio stato di salute prima dell'ingresso.
Il 29 febbraio, i Centri per la prevenzione e il controllo delle malattie statunitensi hanno aggiornato la situazione dell'Italia al livello 3, il quale raccomanda di evitare viaggi non essenziali a causa della diffusa trasmissione comunitaria.
Molte aziende come Amazon, Google, London Stock Exchange Group hanno rinviato tutti i viaggi non essenziali ai paesi colpiti da gravi focolai, tra cui l'Italia.

## Divieto d'ingresso
Divieto d'ingresso in tutto il paese per tutta Italia
Al 2 aprile 2020, i paesi che hanno interdetto l'ingresso ai cittadini italiani o ai cittadini stranieri che hanno visitato qualsiasi regione d'Italia nei giorni precedenti il tentativo d'ingresso nel paese sono i seguenti:
- Albania – Dal 23 marzo, con la chiusura degli aeroporti, che ha seguito la chiusura delle frontiere terrestri del 15 marzo e di quelli marittimi dall'8 marzo, è de facto vietato l'ingresso nel Paese a chiunque provenga dall'estero.
- Algeria – Dal 17 marzo le autorità algerine hanno decretato la chiusura di tutte le frontiere terrestri e aeree e che l'ingresso nel Paese sarà consentito in via eccezionale se precedentemente concordato con i governi dei Paesi interessati, a patto che i soggetti ammessi si sottopongano a quarantena di 14 giorni in una struttura individuata dall'autorità sanitaria competente.
- Angola – Dal 3 marzo 2020 chiunque provenga dall'Italia, e non sia un cittadino angolano, verrà respinto alla frontiera e imbarcato nel primo volo disponibile della compagnia aerea con cui è arrivato. Dal 20 marzo, con la chiusura di tutte le frontiere, è vietato a chiunque l'ingresso nel Paese.
- Antigua e Barbuda – Dal 10 marzo 2020 è vietato l'ingresso nel Paese a chiunque sia stato in Italia nei 28 giorni precedenti. Già dal 27 febbraio 2020 venne annunciato il divieto d'imbarco a chi provenisse delle zone d'Italia messe in isolamento a febbraio 2020 sui voli per il Paese. Nello stesso giorno, sono vietati i voli diretti con l'Italia.[17][18]
- Arabia Saudita – È vietato l'ingresso nel Paese ai cittadini di numerosi paesi, tra i quali tutti quelli dell'Unione europea non-residenti o agli stranieri che sono stati in Europa più generalmente, in un paese in cui si sono registrati casi di COVID-19, nei 14 giorni precedenti l'ingresso nel Paese.
- Argentina – Dal 15 marzo è vietato l'ingresso nel Paese agli stranieri non residenti provenienti dall'Unione europea o paesi dello spazio Schengen, Cina, Stati Uniti, Iran, Giappone o Corea del Sud o che vi siano stati nei 14 giorni precedenti. Già dal 13 marzo, chiunque provenisse dall'Europa, doveva sottoporsi a una quarantena di 14 giorni, pena l'espulsione dal Paese per i cittadini stranieri.[19]
- Armenia – Dal 22 marzo 2020 viene negato l'accesso alla frontiera a chiunque provenga dai Paesi membri dell'Unione europea, Regno Unito, Svizzera, Norvegia, Stati Uniti, Russia, Australia, Giappone, Iran, Corea del Sud, Cina, Georgia, Canada e Israele.
- Aruba – Dal 16 marzo 2020 è vietato l'ingresso a tutti gli stranieri.[17] In precedenza, chiunque provenisse dall'Italia era sottoposto a un apposito monitoraggio sanitario (misurazione della temperatura corporea) direttamente in aeroporto.[20]
- Australia – Dalle ore 18:00 (UTC+11) dell'11 marzo 2020 è vietato l'ingresso nel Paese agli stranieri che nei 14 giorni precedenti sono stati in Italia, Cina o Corea del Sud. I cittadini australiani, i residenti permanenti o i loro parenti più prossimi, dovranno invece sottoporsi a una quarantena obbligatoria. Dal 20 marzo è vietato l'ingresso di tutti gli stranieri non residenti. Già dalla fine di febbraio, a chiunque arrivasse dall'Italia venivano poste domande sulle condizioni di salute, sia prima dell'imbarco, sia una volta giunti alla frontiera australiana, dove veniva anche misurata la temperatura corporea, impedendo ai passaporti italiani l'uso dei gate elettronici.
- Bahamas – Dal 6 marzo 2020 è vietato l'ingresso a chiunque sia stato in Italia negli ultimi 20 giorni e non sia residente nel Paese. I residenti verranno sottoposti a una quarantena di 14 giorni. Dal 16 marzo il divieto è esteso a tutti i Paesi europei, Cina, Corea del Sud e Iran, dal 24 marzo all'intero mondo.
- Bahrein – Dal 27 febbraio 2020 è interdetto l'ingresso nel Paese a chiunque provenga dall'Italia o da un Paese a rischio e non sia residente nel Paese. In tal caso, se asintomatici, bisognerà sottoporsi a tampone e a una quarantena obbligatoria di 14 giorni a domicilio mentre, se si presentano sintomi di COVID-19, la quarantena sarà in ospedale.
- Bangladesh – Dalle 12:00 del 16 marzo, chiunque provenga dall'Unione europea o dall'Iran o vi sia stato dopo il 1º marzo o sia un cittadino di un Paese europeo, con l'eccezione del Regno Unito, non può entrare nel Paese. Già dal 1º marzo 2020 chiunque provenisse dall'Italia doveva, oltre a compilare una dichiarazione relativa alla propria salute, sottoporsi a una quarantena domiciliare obbligatoria di 14 giorni.
- Belize – Dal 15 marzo 2020 gli stranieri non residenti provenienti dall'Europa, Cina, Giappone, Iran, Corea del Sud o che vi siano stati negli ultimi 30 giorni o con cittadinanza di un Paese europeo non sono ammessi nel Paese, mentre i cittadini o gli stranieri residenti devono sottoporsi a un periodo di quarantena obbligatoria di 14 giorni.[17]
- Bhutan – Dal 6 marzo 2020 è interdetto l'ingresso nel Paese agli stranieri per qualsiasi ragione.[21]
- Birmania – Dal 31 marzo 2020 è vietato l'ingresso nel Paese a tutti gli stranieri. Già dal 12 marzo chiunque proveniva dall'Italia doveva esibire, all'ingresso nel Paese, un certificato medico che escludesse la presenza della COVID-19. Dopo il 16 marzo chi proveniva da Italia, Cina, Corea del Sud, Francia, Germania, Iran, Spagna o Stati Uniti doveva sottoporsi a una quarantena di 14 giorni.
- Bolivia – Dal 19 marzo 2020 è vietato l'ingresso nel Paese a tutti i cittadini stranieri.
- Bosnia ed Erzegovina – Dall'11 marzo 2020 è vietato l'ingresso agli stranieri che provenienti dall'Italia, dall'Hubei, Corea del Sud o Giappone e in seguito anche da Francia, Romania, Germania, Austria, Spagna, Svizzera, Belgio. Per i cittadini bosniaci provenienti dalle suddette aree è previsto l'autoisolamento per 14 giorni.
- Botswana – Dal 17 marzo 2020 è vietato l'ingresso nel Paese a chiunque provenga da Italia, Cina, Giappone, Corea del Sud, Iran, Stati Uniti, Regno Unito, Austria, Belgio, Danimarca, Francia, Germania, Olanda, Norvegia, Spagna, Svezia, Svizzera e India.
- Brasile – Dal 23 marzo è vietato l'ingresso nel Paese a chi proviene dall'Unione europea, Islanda, Svizzera, Norvegia, Regno Unito, Cina, Corea del Sud Giappone e Malesia. Già dalla fine di febbraio, all'Aeroporto Internazionale di San Paolo-Guarulhos, sui voli provenienti dall'Italia, sale a bordo dell'aereo il personale sanitario col fine di porre domande a passeggeri ed equipaggio circa le condizioni di salute, oltre a leggere loro una serie di indicazioni al fine di prevenire la diffusione dell'epidemia.
- Brunei – Inizialmente previsto che chiunque provenisse dall'Italia si sarebbe dovuto sottoporre a una quarantena obbligatoria di 14 giorni presso il Centro d'Isolamento Nazionale, dal 7 marzo successivo è scattato il divieto d'ingresso nel Paese a tutti gli stranieri non-residenti che sono stati in Italia nei 14 giorni precedenti.[22][17]
- Bulgaria – Dal 18 marzo 2020 è vietato l'ingresso agli stranieri non residenti provenienti da Italia, Cina, Bangladesh, India, Maldive, Nepal, Sri Lanka, Spagna, Corea del Sud, Regno Unito, Francia, Germania, Paesi Bassi e Svizzera. Già da fine febbraio, oltre alla compilazione di un modulo in presenza di un'autorità sanitaria, chiunque provenga dall'Italia o vi fosse stato nei 14 giorni precedenti, è obbligato a sottoporso un periodo di quarantena di 14 giorni presso il proprio domicilio bulgaro.
- Burkina Faso – Dal 21 marzo 2020 è vietato l'ingresso nel Paese a chiunque provenga dall'estero.[23]
- Burundi – Dal 23 marzo è interdetto l'ingresso agli stranieri. Già dal 9 marzo chiunque proveniva dall'Italia doveva sottoporsi a una quarantena di 14 giorni, a proprie spese, presso una struttura designata dalle autorità.
- Cambogia – Dal 17 marzo 2020 è vietato l'ingresso nel Paese a chiunque provenga da Italia, Francia, Germania e Stati Uniti.
- Camerun – Dal 18 marzo 2020 è vietato l'ingresso nel Paese a chiunque provenga dall'estero.
- Canada – Dal 19 marzo 2020 è vietato l'ingresso a chiunque provenga dall'estero o vi sia stato nei 14 giorni precedenti,[17] con l'eccezione dei cittadini canadesi e statunitensi. Già dall'11 marzo, le province canadesi dell'Alberta, Columbia Britannica e Saskatchewan avevano imposto una quarantena domiciliare obbligatoria di 14 giorni a chiunque provenisse dall'Italia. Dal 13 marzo vigeva l'obbligo a chiunque provenga dall'estero di notificarlo alle autorità sanitarie, che inviteranno il viaggiatore a osservare un periodo di autoisolamento.
- Ciad – Dal 19 marzo 2020 è vietato l'ingresso a tutti gli stranieri. Già dal 28 febbraio il Paese ha imposto il tampone e la quarantena obbligatoria a chiunque provenisse dall'Italia presso una struttura sanitaria in loco o in un hotel, quest'ultimo a spese del viaggiatore.
- Cile – Dal 18 marzo 2020 è vietato l'ingresso nel Paese a tutti i cittadini stranieri non residenti. Già dal 10 marzo 2020, chiunque proveniva da Italia o Spagna, doveva sottoporsi a una quarantena obbligatoria di 14 giorni monitorata dalle autorità o, in alternativa, fare rientro nel Paese d'origine.
- Cina – Dal 28 marzo 2020 è vietato l'ingresso a tutti i cittadini stranieri, inclusi i residenti, eccezion fatta per i diplomatici o per chi sia in possesso di un visto di cortesia o di servizio. Chi arriva a Pechino è comunque tenuto a sottoporsi a una quarantena obbligatoria di 14 giorni già dall'inizio di marzo, misura adottata anche da altre città come Shanghai o Shenzhen.
- Cipro – Dal 15 marzo è vietato l'ingresso nel Paese a tutti gli stranieri. Già dal 10 marzo 2020 chiunque provenisse dall'Italia o vi fosse stato nei 14 giorni precedenti, doveva sottoporsi a una quarantena obbligatoria di 14 giorni. Le persone provenienti da Lombardia e Veneto dovevano compilare un modulo e sottoposte al controllo della temperatura corporea. Dal 3 marzo 2020 tale prassi venne estesa a chiunque provenisse dall'Italia a nord di Pisa, Firenze o Rimini (escluse). Inoltre, chi proveniva dalle zone appena indicate veniva invitato a evitare luoghi affollati nei successivi 14 giorni, poiché tutte le frontiere terrestri e aeroportuali sono state chiuse.
- Cipro del Nord – Dal 5 marzo 2020 è interdetto l'ingresso nel territorio autoproclamato di tutte le persone che, nei 14 giorni precedenti, siano state in Italia.
- Colombia – Dal 16 marzo è interdetto l'ingresso nel Paese ai cittadini stranieri non residenti, divieto esteso ai cittadini colombiani dal 23 marzo. Già dall'11 marzo 2020 chiunque proveniva da Italia, Francia, Spagna o Cina, o vi fosse stato nei 14 giorni precedenti, doveva obbligatoriamente avere un'assicurazione sanitaria da esibire alla frontiera. Tali viaggiatori dovevano inoltre sottoporsi a una quarantena domiciliare di 14 giorni a proprie spese, nella prima città di arrivo nel Paese.
- Comore – Dal 19 marzo è vietato l'ingresso nel Paese a chiunque provenga da un Paese che ha registrato più di 10 casi di COVID-19.[24]
- Corea del Nord – Dal 6 febbraio 2020 è interdetto l'ingresso a tutti gli stranieri per fini turistici. È concesso l'ingresso ai cittadini stranieri che hanno necessità di recarsi nel Paese per fini commerciali ma dovranno sottoporsi a una quarantena di 14 giorni.
- Costa d'Avorio – Gli stranieri provenienti da un Paese che conta più di 100 casi confermati di COVID-19 non sono ammessi nel Paese. I cittadini o gli stranieri residenti provenienti da tali Stati devono sottoporsi a una quarantena di 14 giorni. Dal 25 marzo è vietato l'ingresso a chiunque provenga dall'estero.[17]
- Costa Rica – Dal 19 marzo 2020 è vietato l'ingresso nel Paese chi proviene dall'estero, eccezion fatta per i cittadini e i residenti, i quali al rientro devono sottoporsi a un periodo di quarantena di due settimane.
- Cuba – Dal 24 marzo 2020 è vietato l'ingresso nel Paese a tutti gli stranieri non residenti.[25] Già in precedenza, a tutti i passeggeri provenienti dall'Italia veniva effettuata la misurazione della temperatura corporea mediante scanner a distanza. In caso di presenza di sintomi di COVID-19, veniva effettuato un trasferimento presso un ospedale per ulteriori accertamenti.
- Curaçao – Dal 19 marzo 2020 è vietato l'ingresso nel Paese a tutti gli stranieri, ma già dal 12 marzo 2020 a chiunque provenisse da Emilia-Romagna, Friuli-Venezia Giulia, Liguria, Lombardia, Piemonte, Trentino-Alto Adige, Valle d'Aosta e Veneto non era consentito l'ingresso o il transito nel Paese.[17]
- Danimarca – Dal 14 marzo 2020 è interdetto l'ingresso nel Paese a chiunque provenga dall'estero.
- Dominica - Dal 26 marzo 2020 sono chiusi gli aeroporti vietando de facto l'ingresso nel Paese a chiunque provenga dall'estero.
- El Salvador – Dal 26 febbraio 2020 è vietato l'ingresso nel Paese a tutti gli stranieri che sono stati in Italia. I cittadini salvadoregni provenienti dall'Italia, invece, sono sottoposti a una quarantena di 15 giorni. Tali norme sono valide anche per chi provenga da Spagna, Francia, Germania, Cina, Corea del Sud e Iran.
- Emirati Arabi Uniti – Dal 19 marzo 2020 viene temporaneamente sospesa l'esenzione di visto a tutti i cittadini dello spazio Schengen, ma già dal 17 marzo l'ingresso nel Paese è consentito solo ai cittadini e agli stranieri-residenti. In precedenza, oltre al controllo della temperatura corporea, previsto per i viaggiatori in arrivo da qualunque destinazione, a chiunque arrivava dall'Italia all'Aeroporto Internazionale di Dubai veniva eseguito il tampone per la COVID-19.
- Estonia – Dal 17 marzo 2020 è vietato l'ingresso a tutti gli stranieri non residenti.[17]
- Fær Øer – Dal 14 marzo 2020 è interdetto l'ingresso nel Paese a chiunque provenga dall'estero.[26]
- Figi – Dal 28 febbraio 2020 è interdetto l'ingresso nel Paese a chiunque sia stato in Italia, anche solo in transito, nei 14 giorni precedenti.
- Finlandia – Dal 16 marzo 2020 è interdetto l'ingresso nel Paese a tutti gli stranieri non residenti.[27]
- Gabon – Gli stranieri non residenti che siano stati negli ultimi 14 giorni nell'Unione europea, in Svizzera, Regno Unito o Stati Uniti non è ammesso nel Paese.[17]
- Georgia – Dal 18 marzo 2020 è vietato l'ingresso nel Paese a tutti gli stranieri. Già prima di tale data, chiunque fosse stato in Italia, Austria, Danimarca, Francia, Germania, Norvegia, Spagna, Svizzera, Iran, Cina o Corea del Sud negli ultimi 14 giorni o ai cittadini italiani in ingresso nel Paese tramite aereo o frontiere terrestri, venivano effettuate analisi epidemiologiche, il controllo della temperatura corporea e sottoposti a una quarantena obbligatoria di 14 giorni a meno che non si fosse presentato un esame ematocrito recente.
- Germania – Dal 18 marzo 2020 è vietato l'ingresso nel Paese agli stranieri, fanno eccezione gli autotrasportatori, chi risiede nel Paese o chi deve fare scalo in aeroporto. Già dal 10 marzo alle persone provenienti dall'Italia settentrionale veniva fornito un apposito modulo (Aussteigerkarte) al momento dell'ingresso nel Paese tramite le frontiere aeree o marittime col fine di poter essere contattate velocemente da parte delle autorità qualora ve ne fosse stata la necessità. Chiunque fosse stato nei 14 giorni precedenti in Lombardia, Emilia-Romagna o a Vo', veniva invitato a rimanere presso il proprio domicilio per 14 giorni e a evitare il contatto con altre persone. Quanto detto venne esteso a chiunque provenisse dall'Italia a partire dal 10 marzo.
- Ghana – Dalle 13:00 del 17 marzo 2020 è interdetto l'ingresso nel Paese a tutti gli stranieri provenienti da Paesi che abbiano registrato più di 200 casi di COVID-19 con l'eccezione degli stranieri residenti e dei cittadini ghanesi, che dovranno comunque sottoporsi a una quarantena obbligatoria di 14 giorni.
- Giamaica – Dal 27 febbraio 2020 è interdetto l'ingresso nel Paese a qualsiasi straniero che sia stato in Italia nei 14 giorni precedenti, mentre i cittadini giamaicani o gli stranieri residenti saranno messi in quarantena. La misura è stata successivamente estesa anche per chi proviene da Germania, Spagna, Francia e Regno Unito, mentre dal 21 marzo sono chiusi porti e aeroporti, impedendo de facto l'accesso al Paese.
- Giappone – Dal 28 marzo 2020 è vietato l'ingresso nel Paese a tutti gli stranieri che provengano dallo spazio Schengen o vi siano stati nei 14 giorni precedenti. Già dall'11 marzo era vietato l'ingresso nel paese a tutti gli stranieri che nei 14 giorni precedenti fossero stati in Emilia-Romagna, Lombardia, Marche, Piemonte e Veneto. Il 19 marzo tale provvedimento venne esteso anche a coloro provenienti o transitati in Friuli-Venezia Giulia Liguria, Trentino-Alto Adige e Valle d'Aosta.
- Giordania – Dal 27 febbraio 2020 è vietato l'ingresso nel Paese a chiunque provenga dall'Italia, eccezion fatta per i cittadini giordani. A qualunque straniero sarà negato il visto d'ingresso nel caso abbia soggiornato in Italia nei 14 giorni precedenti. Dal 17 marzo è interdetto l'ingresso nel Paese a chiunque provenga dall'estero.
- Grenada – Dall'11 marzo 2020 chiunque provenga dall'Italia, anche solo in transito aeroportuale, sarà respinto alla frontiera. Tale misura è estesa, dal 18 marzo, a tutta l'Europa. Già dal 27 febbraio 2020 chiunque fosse stato nel Nord Italia nei 14 giorni precedenti doveva sottoporsi a una quarantena obbligatoria.
- Guatemala – Dal 12 marzo 2020 è vietato l'ingresso nel Paese a chiunque provenga dall'Europa, dalla Cina, dall'Iran, dalla Corea del Sud o dal Giappone. I cittadini guatemaltechi provenienti da tali aree sottoporsi a una quarantena minima di 7 giorni. Dal 17 marzo è vietato l'ingresso a tutti gli stranieri.
- Guinea-Bissau – Dal 18 marzo 2020 le autorità hanno disposto la chiusura delle frontiere e dei voli internazionali.
- Guinea Equatoriale – Dal 9 marzo 2020 è vietato l'ingresso nel Paese a chiunque provenga dall'Italia.
- Haiti – Dal 10 marzo 2020 è vietato l'ingresso nel Paese a chiunque sia stato in Italia nei 14 giorni precedenti. Dal 26 marzo è vietato l'ingresso a tutti gli stranieri.
- Hong Kong – A partire dalla mezzanotte di mercoledì 25 marzo 2020, per 14 giorni prorogabili, sarà vietato l'ingresso a tutti i viaggiatori non residenti provenienti da Paesi esteri, inclusi a coloro che provengono da Cina, Taiwan e Macao che nei 14 giorni precedenti abbiano viaggiato all'estero. Già dalle 23:59 del 19 marzo 2020 tutti coloro che entrassero a Hong Kong, residenti e no, venivano sottoposti a quarantena domiciliare obbligatoria di 14 giorni. Tale provvedimento era già stato applicato il 13 marzo a chiunque provenisse dall'Italia o vi fosse stato nei 14 giorni precedenti. Dal 1º marzo 2020 era stato avviato un provvedimento che obbligava alla quarantena in struttura governativa chiunque fosse stato nei 14 giorni precedenti in Emilia-Romagna, Lombardia o Veneto.
- India – Dal 18 marzo 2020 è interdetto l'ingresso agli stranieri provenienti dallo spazio Schengen, Regno Unito e Turchia. Dal 3 marzo 2020 era già vietato l'ingresso nel Paese agli stranieri che erano stati in Italia dopo 1º febbraio 2020 e che si presentavano alla frontiera con un visto elettronico, la cui emissione, per i cittadini italiani, è stata sospesa il 28 febbraio. Tutti i visti turistici sono sospesi, chi presentava un visto differente e proveniva da Italia, Cina, Iran, Repubblica di Corea, Francia, Spagna e Germania doveva sottoporsi a una quarantena di 14 giorni. Il 9 marzo successivo, lo Stato federato del Sikkim, ha interdetto l'ingresso a tutti gli stranieri.
- Indonesia – Dal 18 marzo 2020 è vietato l'accesso a tutti coloro che hanno transitato o soggiornato in Italia, Città del Vaticano, Iran, Spagna, Francia, Germania, Svizzera, Regno Unito. Già dall'8 marzo era vietato l'ingresso nel Paese a tutti gli stranieri non residenti provenienti da Emilia-Romagna, Lombardia, Marche, Piemonte e Veneto o che vi fossero stati nei 14 giorni precedenti. Gli stranieri non residenti provenienti dalle altre regioni italiane dovevano presentare alla frontiera un certificato medico in lingua inglese che attestava l'assenza di sintomi influenzali riconducibili alla COVID-19.
- Iraq – Dal 13 marzo è vietato l'ingresso nel Paese a chiunque sia stato, anche solo in transito negli ultimi 14 giorni, in Cina, Corea del Sud, Francia, Giappone, Iran, Italia, Nigeria, Singapore, Spagna, Thailandia, Taiwan o Turchia. Nel Kurdistan iracheno è vietato l'ingresso a chiunque sia stato nei suddetti Paesi dopo il 1º gennaio 2020.
- Isola di Man – Dalle ore 6:00 del 27 marzo 2020 è vietato l'ingresso a chiunque provenga dall'estero, incluse Gran Bretagna e Irlanda.[28]
- Isole BES – Dal 27 marzo 2020 è vietato l'ingresso a chiunque provenga dall'Europa, Canada, Cina, Colombia, Corea del Sud o Stati Uniti.[17]
- Isole Cayman – Dal 16 marzo 2020 chiunque sia stato in un Paese dello spazio Schengen nei 14 giorni precedenti non è ammesso nel Paese, mentre i cittadini devono sottoporsi a un periodo di quarantena di 14 giorni. Dal 22 marzo è vietato l'ingresso a chiunque provenga dall'estero, eccezion fatta per chi proviene dal Regno Unito, che dovrà sottoporsi alla quarantena.
- Isole Cook – Dal 29 febbraio 2020 è vietato l'ingresso nel Paese a chiunque sia stato in Italia nei 14 giorni precedenti o a chi non sia in grado di dimostrare di non esserci stato. Tale misura è stata successivamente estesa a chiunque provenga dall'estero, eccetto che dalla Nuova Zelanda.
- Isole Marshall – Dal 2 marzo 2020 è interdetto l'ingresso nel Paese a chiunque sia stato in Italia dopo il 31 dicembre 2019. La misura è successivamente estesa a chiunque provenga dall'estero.[17]
- Isole Salomone – Dall'11 febbraio 2020 è vietato l'ingresso nel Paese a chiunque sia stato, anche solo in transito, nei 14 giorni precedenti, in Italia o in altri paesi colpiti dalla COVID-19. La misura è, dal 23 marzo, estesa a tutti gli stranieri.
- Isole Vergini Americane – Dal 26 marzo è interdetto l'ingresso nel Paese.[17]
- Isole Vergini Britanniche – Dal 22 marzo è impedito l'accesso a tutti i passeggeri nel territorio del Paese.
- Israele – Dal 27 febbraio 2020 è vietato l'ingresso in Israele a chiunque sia stato in Italia, anche solo per un transito aeroportuale, nei 14 giorni precedenti e che non sia residente o cittadino israeliano. In tali casi sarà obbligatorio sottoporsi a una quarantena di 14 giorni. Chiunque sia stato in Italia ed entrato in Israele tra il 13 e il 27 febbraio dovrà sottoporsi a un periodo di quarantena di 14 giorni a decorrere dalla data d'ingresso o, in alternativa, lasciare immediatamente il Paese.
- Kazakistan – Dal 16 marzo 2020 è vietato l'ingresso a tutti gli stranieri. Già dall'8 marzo 2020 era interdetto l'ingresso nel Paese a chiunque avesse visitato l'Italia nei 14 giorni precedenti con l'obbligo alle compagnie aeree di rifiutare l'imbarco. Dal 26 febbraio, chiunque provenisse dall'Italia era costretto a un periodo di quarantena di 14 giorni presso un domicilio kazako e sottoposto a visite quotidiane da parte del personale sanitario.
- Kenya – Dal 16 marzo 2020 è vietato l'ingresso a chiunque provenga dall'Italia o da altri Paesi a rischio contagio. I cittadini kenioti provenienti da tali aree dovranno sottoporsi a una quarantena obbligatoria. La quarantena è obbligatoria anche per gli stranieri giunti nel Paese tra fine febbraio e il 16 marzo.
- Kirghizistan – Dal 19 marzo è vietato l'ingresso a tutti gli stranieri. Dal 14 marzo 2020 era vietato l'ingresso a chiunque fosse stato, nei 30 giorni precedenti, in Italia, Cina, Corea del Sud, Iran, Francia, Germania, Spagna. Già dal 26 febbraio chiunque provenisse dall'Italia era costretto a una quarantena di 14 giorni presso una caserma nei pressi di Biškek e, dal 3 marzo successivo, è stato invece interdetto l'ingresso nel Paese a qualunque straniero fosse stato in Italia nei 20 giorni precedenti.
- Kiribati – Dal 4 marzo 2020 è vietato l'ingresso nel Paese a chiunque sia stato in Italia e non abbia trascorso 14 giorni in un Paese in cui non vi sono contagiati dalla COVID-19 e quindi compilare un modulo sanitario da consegnare alla autorità.[17]
- Kosovo – Al 17 marzo 2020, le autorità kosovare dichiarano la temporanea chiusura dei punti di accesso aerei e terrestri per i viaggiatori stranieri, la sospensione del traffico aereo in entrata, nonché il traffico terrestre interno al Paese.
- Kuwait – Dal 26 febbraio 2020 è vietato l'ingresso nel Paese a chiunque sia stato in Italia nei 14 giorni precedenti o a chi non possa dimostrare di non esserci stato.
- Lettonia – Dal 17 marzo 2020 è vietato l'ingresso nel Paese ai cittadini stranieri. Dal 26 febbraio 2020 chiunque arrivava nel Paese con un volo proveniente da Bergamo, Milano, Venezia o Verona doveva compilare un modulo in cui indicare la durata del soggiorno nel Paese e gli spostamenti. I minorenni provenienti da Lombardia e Veneto non potevano frequentare la scuola per due settimane.
- Libano – Il 28 febbraio 2020 è stato vietato l'ingresso nel Paese a tutti gli stranieri che sono stati in Italia nei giorni precedenti. Tale divieto è stato successivamente esteso ad altri Paesi come Francia, Germania e Regno Unito. Dal 18 marzo è vietato l'ingresso a chiunque provenga dall'estero.
- Liberia – Dal 16 marzo 2020 è vietato l'ingresso a chiunque provenga da un Paese che abbia registrato oltre 200 casi di COVID-19.[29] Già dal 6 marzo 2020 chiunque proveniva dall'Italia doveva sottoporsi a una quarantena obbligatoria di 14 giorni presso una struttura indicata dalle autorità locali.
- Libia – Dal 25 marzo 2020 è vietato l'ingresso nel Paese a tutti i cittadini stranieri.
- Lituania – Dal 16 marzo 2020 è vietato l'ingresso nel Paese ai cittadini stranieri. Dal 25 febbraio 2020 chiunque arrivava da Emilia-Romagna, Lombardia, Piemonte o Veneto era sottoposto al controllo della temperatura corporea direttamente a bordo dell'aereo e quindi doveva compilare un apposito modulo dove indicava un recapito al fine di permettere alle autorità di monitorare lo stato di salute.
- Macao – Dal 6 marzo 2020, viene interdetto l'ingresso a chiunque sia stato in Italia nei 14 giorni precedenti. Già dalle ore 12:00 del 29 febbraio 2020 chiunque proveniva dall'Italia o vi fosse stato nei 14 giorni precedenti poteva essere sottoposto a una quarantena a proprie spese presso un albergo designato dalle autorità per 14 giorni. Quest'ultima misura è stata adottata, dal 17 marzo, a chiunque provenga dall'estero, con l'eccezione di Cina, Hong Kong e Taiwan.
- Madagascar – A partire dal 27 febbraio 2020 è vietato l'ingresso nel Paese a chiunque sia stato in Italia nei 14 giorni precedenti, compresi i cittadini malgasci che sono invitati a posticipare il rientro. Successivamente viene disposta la quarantena per chiunque provenga dall'Europa, da Mayotte o Riunione. Dal 18 marzo è vietato l'ingresso nel Paese a chiunque provenga dai suddetti Paesi, oltre che Cina, Corea del Sud e Iran.
- Malaysia – Dal 13 marzo 2020 è vietato l'ingresso a tutti i cittadini italiani non residenti. Già dal 6 marzo 2020 era vietato l'ingresso in Malesia a tutti gli stranieri, a meno che non fossero residenti, che erano stati in Emilia-Romagna, Lombardia o Veneto nei 14 giorni precedenti. Dalla stessa data, lo Stato malese di Sarawak interdisse l'ingresso sul proprio territorio a chiunque fosse stato in Italia nei 14 giorni precedenti, mentre lo Stato di Sabah vietò l'ingresso a tutti i cittadini stranieri.
- Maldive – Dall'8 marzo 2020 è vietato l'ingresso nel Paese a chiunque provenga dall'Italia o che solamente vi abbia fatto transito.
- Mauritania – Dal 25 marzo è interdetto l'ingresso agli stranieri nel Paese. Già dal 3 marzo 2020 chiunque provenga dall'Italia dovreva sottoporsi a una quarantena obbligatoria di 14 giorni o, altrimenti, lasciare il Paese.
- Mauritius – Dal 28 febbraio 2020 è interdetto l'accesso al Paese a tutti gli stranieri che sono stati in Italia nei 14 giorni precedenti. Per i cittadini mauriziani è invece prevista una quarantena fino a 14 giorni. La stessa misura è stata estesa a chi proviene da Riunione dal 16 marzo e dallo spazio Schengen, Regno Unito e Svizzera dal 18 marzo.
- Micronesia – Dal 5 febbraio 2020 è vietato l'ingresso nel Paese a chiunque sia stato, nei 14 giorni precedenti, in un Paese che registri anche solo un caso di COVID-19.
- Moldavia – Dal 15 marzo 2020 è vietato l'ingresso nel Paese a chiunque abbia una cittadinanza diversa da quella del Paese, con eccezione degli apolidi e residenti permanenti che non provengano da Italia, Cina, Corea del Sud, Francia, Germania o Spagna.
- Montserrat - Dal 27 marzo è vietato l'ingresso a chiunque provenga dall'estero.[17]
- Mongolia – Dal 1º marzo 2020 è vietato l'ingresso nel Paese a chiunque sia stato in Italia nei 14 giorni precedenti. I cittadini mongoli in rientro dall'Italia, anche se asintomatici, dovranno sottoporsi a una quarantena di 14 giorni in un ospedale.
- Montenegro – Dal 10 marzo 2020 è vietato l'ingresso a chiunque provenga dall'Italia. Già dalla fine di febbraio, chiunque provenisse dalle aree italiane di maggior diffusione della COVID-19, o vi fosse transitato di recente, oltre ai controlli sanitari all'ingresso nel Paese, doveva obbligatoriamente contattare le autorità sanitarie quotidianamente al fine di comunicare loro il proprio stato di salute. Chiunque soggetto a questa misura, avesse lasciato il Montenegro prima dei 14 giorni, si sarebbe dovuto sottoporre a una visita medica.[30]
- Mozambico – Dal 23 marzo è vietato l'ingresso di tutti i cittadini stranieri, poiché viene sospeso il rilascio dei visti e invalidati quelli già rilasciati. Dal 5 marzo 2020 chiunque provenga dall'Italia, come da Cina, Corea del Sud, Francia, Germania e Iran, deve sottoporsi a una quarantena obbligatoria di 14 giorni, con monitoraggio attivo, presso il proprio domicilio.
- Namibia – Dal 17 marzo 2020 è interdetto l'ingresso nel Paese a tutti gli stranieri non residenti provenienti dallo spazio Schengen, Regno Unito, Stati Uniti, Iran, Corea e Giappone.
- Nauru – Dal 2 marzo 2020 è interdetto l'ingresso nel Paese a chiunque sia stato in Italia, anche solo per transito aeroportuale, nei 21 giorni precedenti.
- Nepal – Dal 14 marzo 2020 il Paese dispone la sospensione dell'emissione del visto all'arrivo alla frontiera e gli stranieri con visto già emesso in precedenza potranno entrare nel Paese solo attraverso l'Aeroporto Internazionale di Tribhuvan di Kathmandu, esibendo un certificato medico, emesso da meno di 7 giorni, che specifichi l'assenza di COVID-19 dal viaggiatore e sottoporsi a una quarantena obbligatoria di 14 giorni. Tuttavia, dal 23 al 31 sono sospesi i voli internazionali, impedendo de facto l'ingresso in Nepal agli stranieri. Già dal 10 marzo 2020 venne sospeso, per i cittadini italiani, il visto all'arrivo.
- Niger – Dal 19 marzo 2020 è vietato l'ingresso nel Paese a chiunque provenga dall'estero. Già dal 10 marzo chiunque provenisse dall'Italia o altra zona a rischio contagio doveva sottoporsi a una quarantena obbligatoria di 14 giorni, con monitoraggio sanitario quotidiano, presso il proprio domicilio.
- Niue – Dal 13 marzo 2020 è vietato l'ingresso nel Paese a chiunque sia stato in Italia nei 14 giorni precedenti, eccezion fatta per chi è autorizzato dal governo o per chi è cittadino di Niue.[17]
- Norvegia – Dalle 8:00 del 16 marzo 2020 è interdetto l'ingresso nel Paese a tutti gli stranieri non residenti. Già dal 13 marzo 2020 venne fatto obbligo a tutti gli stranieri in ingresso nel Paese di sottoporsi a una quarantena di 14 giorni, eccezion fatta per chi proveniva da Danimarca, Finlandia, Islanda o Svezia. La misura era retroattiva e valida per tutti gli stranieri, anche se asintomatici, che fecero ingresso nel Paese dopo il 27 febbraio 2020.
- Nuova Caledonia – Dal 17 marzo chiunque provenga dall'estero dovrà sottoporsi a una quarantena domiciliare obbligatoria di 14 giorni. Successivamente, con la chiusura degli aeroporti, viene impedito de facto l'ingresso a chiunque provenga dall'estero.
- Nuova Zelanda – A partire dal 19 marzo tutti gli stranieri che viaggiano con visto turistico o con "working-holiday visa" non saranno ammessi nel Paese. Già dal 13 marzo chiunque fosse stato in Italia nei 14 giorni precedenti l'arrivo nel Paese era obbligato a registrarsi tramite il numero verde del ministero della salute neozelandese e a sottoporsi in quarantena domiciliare obbligatoria di 14 giorni. Tale misura era già in vigore dal 2 marzo 2020 per chiunque fosse stato in territorio italiano a nord di Pisa, Firenze o San Marino dopo il 26 febbraio 2020.
- Oman – Dal 17 marzo 2020 è vietato l'ingresso a tutti gli stranieri, con l'eccezione dei cittadini di un Paese membro del Consiglio di cooperazione del Golfo residenti. Dal 15 marzo è vietato l'ingresso nel Paese a fini turistici. Già dal 3 marzo 2020, a chiunque provenisse dall'Italia e non fosse residente non era permesso entrare nel Paese.
- Papua Nuova Guinea – Gli stranieri che sono stati in Italia, Cina, Corea del Sud, Giappone o Iran negli ultimi 14 giorni non sono ammessi nel Paese.[17]
- Paraguay – Dal 16 marzo 2020 è vietato l'ingresso agli stranieri non residenti.
- Polinesia francese – Dal 23 marzo è vietato l'ingresso agli stranieri non residenti.[17] Dal 17 marzo 2020 chiunque provenga dall'estero dovrà sottoporsi a un periodo di quarantena domiciliare di 14 giorni. Già dal 2 marzo chiunque proveniva dalle regioni Emilia-Romagna, Lombardia e Veneto, doveva presentare alla frontiera un certificato medico non più vecchio di 5 giorni che escluda la presenza di infezioni virali. Dal 13 marzo 2020 tale regola è estesa a chiunque provenga dall'estero.
- Polonia – Dal 15 marzo 2020 è vietato l'ingresso nel Paese a tutti gli stranieri. I cittadini polacchi o residenti permanenti in arrivo dall'estero dovranno sottoporsi a una quarantena di 14 giorni.
- Qatar – Dal 18 marzo 2020 è interdetto l'ingresso nel Paese a tutti gli stranieri. Già dal 4 marzo 2020 venne vietato l'ingresso a chiunque fosse stato in Italia nei 14 giorni precedenti, con l'eccezione dei cittadini qatarioti o agli stranieri residenti. Era anche interdetto l'ingresso a tutti i cittadini italiani provenienti da Bangladesh, Cina, Egitto, India, Iran, Iraq, Libano, Nepal, Pakistan, Filippine, Corea del Sud, Sri Lanka, Siria, Sudan e Thailandia. Già dal 1º marzo 2020, chiunque fosse stato in Italia nei 30 giorni precedenti l'arrivo nel Paese, avrebbe dovuto sottoporsi a una quarantena di 14 giorni presso strutture appositamente designate. Si potrà anche optare per lasciare il Paese. Rimangono consentiti i transiti aeroportuali.
- Rep. Ceca – Dalle 23.59 del 13 marzo, le persone provenienti da Cina, Corea del Sud, Iran, Italia, Spagna, Austria, Germania, Gran Bretagna, Francia, Paesi Bassi, Svizzera, Svezia, Norvegia, Belgio, Danimarca non sono autorizzate a entrare nella Repubblica Ceca, con l'eccezione delle persone con residenza permanente o temporanea per più di 90 giorni. Inoltre, i cittadini della Repubblica Ceca non sono autorizzati a viaggiare nei predetti Paesi.
- Rep. Centrafricana – Dal 27 marzo 2020 è vietato l'ingresso a tutti gli stranieri non residenti.[31]
- Rep. del Congo – Dal 20 marzo è vietato l'ingresso a chiunque provenga dall'estero. Già dal 3 marzo 2020, chiunque provenisse dall'Italia, doveva sottoporsi a una quarantena obbligatoria di 14 giorni presso una struttura indicata dalle autorità.
- RD del Congo – Dal 25 marzo 2020 è vietato l'ingreasso a chiunque provenga dall'estero.[32]
- Ruanda – Dal 20 marzo 2020 chiunque provenga dall'estero deve sottoporsi a quarantena domiciliare obbligatoria e, successivamente, viene vietato l'ingresso agli stranieri non residenti. Già in precedenza, tutti i viaggiatori provenienti dall'Italia erano sottoposti a un monitoraggio costante delle condizioni di salute da parte delle autorità per un massimo di 14 giorni, da calcolarsi dalla data in cui si è lasciata l'Italia.
- Russia – Dal 13 marzo 2020 è sospeso il rilascio dei visti turistici ai cittadini italiani, nonché l'ingresso nel Paese a chiunque provenga dall'Italia. Già dal 5 marzo 2020, solo per la città di Mosca, chiunque proveniva dall'Italia, doveva sottoporsi a una quarantena obbligatoria di 14 giorni presso il proprio domicilio, anche se asintomatico. Dal 1º marzo 2020 e fino al 13 marzo, giorno della sospensione dei voli Italia-Russia, tutti i voli in arrivo dall'Italia all'Aeroporto di Mosca-Šeremet'evo operavano al terminal F, dove veniva eseguito il controllo della temperatura corporea a tutti i passeggeri. All'Aeroporto di San Pietroburgo-Pulkovo il personale sanitario procedeva, invece, alla rilevazione della temperatura corporea di tutti i passeggeri direttamente a bordo degli aerei in arrivo dall'Italia.
- Saint Kitts e Nevis – Dal 23 marzo è vietato l'ingresso nel Paese agli stranieri provenienti dall'Unione europea, Stati Uniti o Regno Unito. Già dal 10 marzo 2020 chiunque fosse stato in Italia nei 14 giorni precedenti veniva messo in quarantena obbligatoria per 14 giorni.[17]
- Saint Lucia – Gli stranieri che sono stati in Italia nei 14 giorni precedenti, non sono ammessi nel Paese.[17]
- Samoa – Dal 24 febbraio 2020 non è ammesso nel Paese chiunque proviene dall'Italia a meno che non abbia trascorso più di 14 giorni in un Paese in cui non si registrano casi di COVID-19 e quindi presenti alle autorità doganali un certificato medico non più vecchio di 3 giorni.
- Samoa Americane – Chiunque provenga da uno Stato in cui si sono verificati casi di COVID-19 non è ammesso a meno che non trascorra 14 giorni nelle Hawaii e ottiene un certificato medico che non dovrà essere più vecchio di 3 giorni al momento dell'ingresso nelle Samoa Americane.[17]
- San Marino – Dall'8 marzo è vietato l'ingresso nel Paese ai non residenti o ai lavoratori transfrontalieri.[33] Dopo il 27 febbraio 2020, chiunque fosse stato nei 20 giorni antecedenti l'ingresso nel Paese nelle aree considerate "a rischio", doveva mettersi in isolamento obbligatorio domiciliare di 20 giorni.
- Regno Unito Sant'Elena, Ascensione e Tristan da Cunha – Dal 13 marzo 2020, chiunque sia stato in Italia negli ultimi 14 giorni non è permesso entrare nel territorio. I residenti che sono stati in Italia dovranno sottoporsi a quarantena domiciliare di 14 giorni.[34][17] La norma è estesa a tutti gli stranieri non residenti dal 29 marzo.[17]
- São Tomé e Príncipe – Dal 19 marzo 2020 è interdetto l'ingresso nel Paese a tutti gli stranieri non residenti. Già dall'11 marzo 2020, chiunque provenisse dall'Italia, doveva sottoporsi a una quarantena di 14 giorni.
- Serbia – Dal 10 marzo 2020 è interdetto l'ingresso nel Paese a tutti gli stranieri che provengono dall'Italia.
- Seychelles – Dal 25 febbraio 2020 non può entrare nel Paese chiunque sia stato in Italia nei 14 giorni precedenti e che non sia cittadino delle Seychelles. In questo caso, il cittadino che ha fatto visita in Italia nel suddetto periodo, sarà sottoposto a una quarantena di 14 giorni presso una struttura designata.
- Sierra Leone – Dal 27 marzo 2020 è vietato l'ingresso a chiunque provenga dall'estero. Dopo l'8 marzo, chiunque fosse stato in Italia nei 14 giorni precedenti l'arrivo nel Paese, doveva sottoporsi a una quarantena obbligatoria di 14 giorni.[35]
- Singapore – Dal 24 marzo 2020 è vietato l'ingresso nel Paese a tutti gli stranieri. Dal 15 marzo era vietato l'ingresso nel Paese a chiunque provenga da Italia, Francia, Germania e Spagna, eccezion fatta per i cittadini di Singapore o i residenti permanenti, i quali, anche se asintomatici, dovranno sottoporsi a una quarantena obbligatoria domiciliare di 14 giorni. Già il 5 marzo venne vietato l'ingresso nel Paese a chiunque provenisse dal Nord Italia o vi fosse transitato negli ultimi 14 giorni mentre i viaggiatori provenienti dal resto d'Italia erano ammessi nel territorio, dopo misurazione della temperatura corporea ed eventualmente esecuzione del tampone per la COVID-19.
- Sint Maarten – Dal 17 marzo chiunque sia stato nello spazio Schengen, Irlanda o Regno Unito nei 21 giorni precedenti, non è ammesso nel territorio del Paese.
- Slovacchia – Dal 13 marzo è vietato l'ingresso nel Paese agli stranieri non-residenti. Chiunque provenga dall'estero deve sottoporsi a quarantena obbligatoria. Già dal 25 febbraio 2020, tutti i passeggeri in arrivo dall'Italia all'Aeroporto di Bratislava, dovevano compilare un modulo di rintracciabilità durante la permanenza nel Paese.
- Somalia – Dal 15 marzo 2020 è vietato l'ingresso nel Paese a chiunque provenga da Italia, Cina, Corea del Sud o Iran.
- Spagna – Dalla mezzanotte del 16 marzo 2020 l'ingresso sarà consentito solo ai cittadini spagnoli, ai residenti in Spagna, ai lavoratori transfrontalieri e alle persone con documentate cause di forza maggiore, al personale diplomatico e al trasporto merci.
- Sri Lanka – Dal 19 marzo 2020 è interdetto l'ingresso nel Paese a chiunque. Il 14 marzo venne vietato l'ingresso a tutti i passeggeri provenienti da Italia, Corea del Sud e Iran, nonché la sospensione di ogni tipo di visto per i cittadini italiani per almeno 2 settimane. Già dalle ore 12:00 del 9 marzo 2020, chiunque provenisse dall'Italia, anche solo per transito aeroportuale, doveva sottoporsi a una quarantena di 14 giorni in una struttura governativa nella città di Batticaloa.
- Stati Uniti – Dal 14 marzo 2020 è vietato l'ingresso nel Paese a chiunque provenga dallo spazio Schengen, eccezion fatta per cittadini statunitensi o residenti permanenti e loro familiari. Già dal 1º marzo 2020, a tutti i passeggeri in partenza e in arrivo dall'Italia veniva effettuata la misurazione della temperatura corporea. A chiunque fosse stato in Italia nei 14 giorni precedenti l'ingresso negli Stati Uniti, le autorità richiedevano al viaggiatore di sottoporsi a una quarantena volontaria di 14 giorni presso il proprio domicilio.
- Sudafrica – Dal 18 marzo 2020 è vietato l'ingresso nel Paese a chiunque provenga dall'Italia o altri Paesi ad alto rischio. Già dal 28 febbraio 2020 a tutti i passeggeri in arrivo sui voli diretti dall'Italia veniva effettuata la misurazione della temperatura corporea a bordo dell'aereo e domande circa i loro spostamenti nel territorio sudafricano.
- Sudan – Dal 12 marzo 2020 e almeno fino al 30 luglio successivo, le autorità locali hanno disposto con effetto immediato la sospensione del rilascio di visti d'ingresso ai cittadini dei Paesi in cui maggiore è l'incidenza accertata del virus, tra cui l'Italia.
- Sudan del Sud – Dal 23 marzo 2020 è interdetto l'ingresso nel Paese agli stranieri non residenti.
- Suriname – Dal 14 marzo 2020 è vietato l'ingresso nel Paese a chiunque provenga dall'estero.
- Svizzera – Dal 13 marzo 2020 è vietato l'ingresso nel Paese a chiunque provenga dall'Italia, eccezion fatta per i cittadini, residenti permanenti, lavoratori transfrontialieri o chi debba solo transitarvi per raggiungere un Paese terzo.
- eSwatini – Dal 20 marzo 2020 è vietato l'ingresso agli stranieri non residenti che provengano dall'Italia o da altri Paesi a rischio. Dal 27 marzo è vietato l'ingresso a tutti gli stranieri non residenti.
- Taiwan – A partire dal 19 marzo è vietato l'ingresso nel Paese a tutti i cittadini stranieri. Già dal 27 febbraio 2020, chiunque proveniva dall'Italia, doveva effettuare una quarantena domiciliare di 14 giorni. Dal 17 marzo tale misura è stata estesa a chiunque proveniva dallo spazio Schengen o Regno Unito.
- Thailandia – Dal 26 marzo 2020 è vietato l'ingresso nel Paese a tutti gli stranieri. Già dal 6 marzo chiunque proveniva dall'Italia era obbligato a sottoporsi a una quarantena domiciliare di 14 giorni, monitorata dalle autorità locali attraverso controlli a campione. Chiunque proveniva dall'Italia doveva, all'arrivo, compilare un modulo per facilitare la tracciabilità in caso di necessità. Al momento dell'imbarco, gli stranieri provenienti dall'Italia dovevano esibire un certificato medico che attestava l'assenza di COVID-19 e con esso l'assicurazione sanitaria.
- Timor Est – Dall'11 marzo 2020, gli stranieri che sono stati in Italia nelle quattro settimane precedenti il tentativo d'ingresso, non sono ammessi nel Paese.
- Tonga – Non è ammesso nel Paese chiunque proviene dall'Italia a meno che non abbia trascorso più di 14 giorni in un Paese in cui non si registrano casi di COVID-19 e quindi presenti alle autorità doganali un certificato medico che accerti l'assenza di sintomi compatibili tale malattia.[36]
- Trinidad e Tobago – Dal 3 marzo 2020 ogni straniero non-residente che è stato in Italia nei 14 giorni precedenti non sarà ammesso nel Paese. Dal 19 marzo è vietato l'ingresso a tutti gli stranieri.
- Tunisia – Dal 18 marzo 2020 è interdetto l'ingresso nel Paese a chiunque provenga dall'estero. Già dal 15 marzo era interdetto l'ingresso nel Paese a chiunque fosse stato in Italia, Cina, Corea del Sud o Iran nei 14 giorni precedenti. Dall'11 marzo comunque, chiunque provenga dall'estero, oltre a sottoporsi alle procedure già in vigore per i viaggiatori provenienti dall'Italia dal 27 febbraio precedente che prevedevano la compilazione di un modulo in cui indicare informazioni circa la salute personale e gli spostamenti all'interno del Paese, dovevano sottoporsi a una quarantena domiciliare obbligatoria di 14 giorni con monitoraggio attivo e utilizzare i mezzi di protezioni individuali. La pena per il non rispetto della quarantena può variare da una sanzione pari a 120 dinari sino a 6 mesi di detenzione. Tutti i voli diretti dall'Italia dopo il 5 marzo operavano al terminal 2 dell'Aeroporto di Tunisi-Cartagine.
- Turchia – Dal 29 febbraio 2020 è vietato l'ingresso nel Paese a chiunque sia stato in Italia nei 14 giorni precedenti, con l'eccezione dei cittadini turchi. Dal 14 marzo la misura è estesa anche a chi è stato in Austria, Belgio, Danimarca, Francia, Germania, Norvegia, Paesi Bassi e Spagna.
- Turkmenistan – Dal 25 febbraio 2020 le autorità turkmene hanno sospeso l'emissione dei visti ai cittadini italiani e respinto alla frontiera chi proveniente dall'Italia o, più in generale, dall'Europa.
- Turks e Caicos – Al 21 marzo 2020, le autorità locali prevedono che a chiunque provenga da qualunque Paese europeo, Cina, Macao, Hong Kong, Thailandia, Singapore, Corea del Sud e Giappone non venga consentito l'accesso al Paese. Già dal 3 marzo chiunque fosse stato in Italia nei 14-20 giorni precedenti l'ingresso nel Paese veniva respinto alla frontiera, eccezion fatta per i cittadini, i residenti permanenti o coniugi di cittadini di Turks e Caicos, per i quali rimane tuttora prevista una quarantena obbligatoria di 14 giorni. Dal 26 marzo è vietato l'ingresso a chiunque provenga dall'estero.
- Tuvalu – Dal 29 febbraio 2020 non è ammesso nel Paese chiunque proviene dall'Italia a meno che non provi di aver trascorso più di 14 giorni in un paese in cui non si registrano casi di COVID-19.
- Ucraina – Dal 16 marzo è interdetto l'ingresso nel Paese a tutti i cittadini stranieri, con l'eccezione delle persone residenti e con permesso di soggiorno. Dal 6 marzo, tutte le persone provenienti dall'Italia erano sottoposte al controllo della temperatura corporea.
- Uganda – Dal 23 marzo 2020 è vietato l'ingresso a tutti gli stranieri. Già dal 4 marzo, chiunque proveniva dall'Italia, doveva sottoporsi a una quarantena obbligatoria di 14 giorni con monitoraggio attivo da parte delle autorità sanitarie.
- Ungheria – Dall'11 marzo 2020 è interdetto l'ingresso nel Paese a tutti i non residenti provenienti dall'Italia. I cittadini ungheresi o gli stranieri residenti provenienti dall'Italia dovranno sottoporsi a una quarantena obbligatoria di 14 giorni. Già dal 27 febbraio tutti i passeggeri provenienti da Lombardia o Veneto erano sottoposti al controllo della temperatura corporea e dall'8 marzo 2020 tale misura venne estesa a chiunque provenisse dal Nord Italia.
- Uruguay – Il 15 marzo viene interdetto l'ingresso agli stranieri non residenti provenienti dall'Europa. Il giorno precedente venne dichiarato che chiunque provenisse da Italia, Cina, Corea del Sud, Giappone, Singapore, Iran, Francia, Spagna, Germania deve sottoporsi a un periodo di quarantena obbligatorio di 14 giorni.[37]
- Uzbekistan – Dal 20 marzo 2020 è vietato l'ingresso a chiunque provenga dall'estero. Dal 1º marzo, chiunque proveniva dall'Italia, doveva effettuare una quarantena di 14 giorni presso una struttura designata dalle autorità.
- Vanuatu – Dall'8 marzo 2020 è interdetto l'ingresso nel Paese a chiunque sia stato in Italia dopo 31 dicembre 2019, abbia passato meno di 14 giorni in un Paese terzo diverso da Cina, Hong Kong, Macao, Taiwan, Corea del Sud, Giappone, Singapore o Iran e non abbia un certificato medico che escluda la COVID-19.[38] Successivamente la misura viene fatto divieto d'ingresso agli stranieri non residenti di qualsiasi nazionalità.
- Vietnam – Dal 22 marzo è interdetto l'ingresso agli stranieri. Dalle ore 12:00 del 15 marzo 2020 era già interdetto l'ingresso nel Paese a chiunque provenisse dallo spazio Schengen, Irlanda o Regno Unito. Già dal 29 febbraio, chiunque fosse stato in Italia o in altri Paesi europei a rischio, anche solo per transito, nei 14 giorni precedenti l'ingresso nel Paese, veniva sottoposto a una quarantena obbligatoria di 14 giorni o, in alternativa, gli era data la possibilità di lasciare il Paese immediatamente. Dal 2 marzo 2020 è, per i cittadini italiani, obbligatorio richiedere il visto anche per i soggiorni inferiori ai 15 giorni, fino ad allora esente. La misura è stata successivamente estesa alla maggior parte dei Paesi europei.
- Zimbabwe – Dal 23 marzo è vietato l'ingresso agli stranieri non residenti.[39] Già in precedenza, le autorità sanitarie, oltre a misurare la temperatura corporea a tutti coloro provenienti da aree a rischio, tra cui l'Italia, invitavano i viaggiatori provenienti dalle suddette aree a sottoporsi a un periodo di isolamento di 14 giorni.

## Quarantena obbligatoria
Quarantena obbligatoria per tutta Italia
Al 2 aprile 2020, i Paesi che hanno imposto la quarantena ai cittadini italiani o a chi ha visitato l'Italia nei giorni precedenti il tentativo di ingresso sono i seguenti:
- Antartide – Dal 21 marzo chiunque provenga al di fuori della regione caraibica deve sottoporsi a una quarantena obbligatoria di 14 giorni. Già in precedenza, tutti i viaggiatori provenienti dall'Italia venivano sottoposti a controlli sanitari.[17]
- Austria – Dal 19 marzo chiunque provenga da Italia, Svizzera, Spagna, Francia, Regno Unito, Paesi Bassi, San Marino, Russia, Ucraina e Città del Vaticano dovrà sottoporsi a un periodo di quarantena obbligatoria domiciliare di 14 giorni. Dopo l'11 marzo 2020 l'ingresso nel Paese era consentito solo in presenza di un certificato medico non più vecchio di 4 giorni che affermi l'assenza della COVID-19. I trasfrontalieri o chi deve attraversare l'Austria per recarsi in un Paese terzo è ammesso senza restrizioni. Questi ultimi, tuttavia, non possono effettuare soste sul territorio austriaco.
- Azerbaigian – Dal 13 marzo 2020, oltre alla sospensione dei visti elettronici per gli stranieri, le autorità hanno decretato l'obbligo per chi proviene da aree ad alta diffusione della COVID-19 di presentare alla frontiera un certificato medico che ne attesti l'assenza. Chiunque provenga dalle suddette aeree, dovrà poi sottoporsi a una quarantena minima di 7 giorni.
- Barbados – Dal 22 marzo chiunque provenga dall'Unione europea, Regno Unito, Cina, Corea del Sud, Iran o Stati Uniti deve sottoporsi a una quarantena di 14 giorni obbligatoria. Dal 5 marzo 2020 chiunque fosse stato, nei 14 giorni l'arrivo nel Paese in Emilia-Romagna, Lombardia o Veneto doveva sottoporsi a una quarantena obbligatoria con monitoraggio attivo per 14 giorni. Chi proveniva dalle altre regioni d'Italia era sottoposto a controlli sanitari all'arrivo e consigliato di sottoporsi a una quarantena volontaria domiciliare.
- Benin – Dal 3 marzo 2020, chiunque provenga dall'Italia è obbligato a chiamare uno specifico numero verde e sottoporsi a una quarantena domiciliare obbligatoria di 14 giorni senza alcun contatto con l'esterno. Dal 18 marzo la quarantena per chiunque provenga dall'estero si svolgerà in una struttura alberghiera gestita dal governo, a spese del viaggiatore.
- Bermuda – Dal 6 marzo 2020 chiunque provenga dall'Italia o vi sia stato negli ultimi 14 giorni, dovrà sottoporsi a una quarantena di 14 giorni.[17]
- Bielorussia – A chiunque sia stato in Italia nei 14 giorni precedenti, o chiunque sia di cittadinanza italiana, verrà misurata la temperatura corporea, effettuato il tampone per il SARS-CoV-2 e dovrà compilare un modulo al fine di essere rintracciabili per i regolari controlli sanitari che si dovranno effettuare durante la permanenza nel Paese. Dal 27 marzo è richiesta la quarantena domiciliare di 14 giorni per tali viaggiatori.
- Croazia – Dal 10 marzo 2020 chiunque provenga dall'Italia viene messo in isolamento per 14 giorni in una struttura individuata dalle autorità. Il 9 marzo fu già previsto che chi provenisse dalla Lombardia o dalle altre 14 province soggette alle restrizioni del decreto del presidente consiglio dei ministri italiano dell'8 marzo, venisse messo in quarantena presso una struttura, che chi provenisse dalle Marche, dal Trentino-Alto Adige o dalle restanti province non soggette al suddetto decreto di Emilia-Romagna, Piemonte o Veneto, avrebbe dovuto sottoporsi a una quarantena domiciliare obbligatoria e che chi provenisse dalle altre regioni d'Italia sarebbe stato sottoposto a domande e, anche in assenza di sintomi, monitorato durante la permanenza nel Paese. Quest'ultima misura era prevista sin dalla fine di febbraio solo per chi provenisse da Emilia-Romagna, Lombardia, Piemonte o Veneto.
- Ecuador – Dal 12 marzo chiunque provenga dall'Italia o altre aree a rischio dovrà sottoporsi a una quarantena obbligatoria di 14 giorni. Il divieto d'ingresso nel Paese a chiunque provenga dall'Italia nonostante fosse annunciato, non è mai entrato in vigore, in favore della quarantena obbligatoria. Già dall'inizio del mese, tutti i passeggeri provenienti dall'Italia erano sottoposti a controlli sanitari e, se vi è presenza di sintomi sospetti, trasferite in una struttura per ulteriori accertamenti o per essere sottoposte alla quarantena. Inizialmente era previsto che chiunque fosse stato in Italia nei 30 giorni precedenti non potesse andare nelle Isole Galapagos, tuttavia il provvedimento è stato annullato il 4 marzo 2020 in favore di controlli aggiuntivi per chi si debba recare nell'arcipelago e provenga da aree a rischio.
- Eritrea – A partire dal 27 febbraio, chiunque sia proveniente dall'Italia sarà sottoposto a una quarantena di 14 giorni presso un ospedale di Asmara.
- Etiopia – Dal 20 marzo 2020, chiunque provenga dall'estero dovrà sottoporsi a una quarantena obbligatoria presso l'Hotel Skylight o l'Hotel Ghion, a proprie spese, la cui prenotazione deve avvenire precedentemente l'arrivo nel Paese. È previsto l'isolamento anche per chi fa uno scalo più lungo di 8 ore presso l'Aeroporto Internazionale Bole in una delle suddette strutture alberghiere. Già dal 12 marzo, chiunque provenisse dall'Italia o altre aree a rischio, doveva sottoporsi a una quarantena domiciliare obbligatoria con monitoraggio attivo da parte delle autorità.
- Filippine – Chiunque sia stato in Italia, anche solo in transito, deve sottoporsi a una quarantena di 14 giorni.[17] Dal 16 marzo 2020 chiunque provenga dall'Italia dovrà esibire alla frontiera un certificato medico, non più vecchio di 2 giorni, che affermi la negatività alla COVID-19.
- Gibilterra – Chiunque provenga dall'Italia o vi sia stato nei 14 giorni precedenti, deve autodenunciarsi alle autorità e sottoporsi a una quarantena domiciliare di 14 giorni.[40]
- Grecia – Dal 21 marzo è vietato, agli stranieri non-residenti, raggiungere le isole del Paese. Dal 16 marzo 2020 chiunque provenga dall'estero deve sottoporsi a una quarantena obbligatoria domiciliare di 14 giorni.
- Guadalupa - Dal 23 marzo è permesso l'accesso al Paese solo agli stranieri che hanno motivi inderogabili. Chiunque provenga dall'estero o dalla Francia continentale è obbligato a sottoporsi a una quarantena di 14 giorni.[41]
- Guam – Chiunque provenga da un Paese con casi confermati di COVID-19 devono presentare un certificato medico non più vecchio di 3 giorni che specifichi di non essere infetti dalla suddetta malattia e, successivamente, sottoporsi a una quarantena.[17]
- Guernsey - Chiunque provenga dall'estero, inclusa la Gran Bretagna o il Baliato di Jersey, deve sottoporsi a quarantena domiciliare obbligatoria di 14 giorni.[42]
- Guinea – Dal 9 marzo 2020 chiunque provenga dall'Italia dovrà sottoporsi a una quarantena obbligatoria di 14 giorni.
- Honduras – Dal 16 marzo 2020 è vietato l'ingresso nel Paese a chiunque provenga dall'estero. Già dall'11 marzo 2020 chiunque proveniva da Italia, Cina, Iran, Spagna, Francia, Germania, Giappone o Corea del Sud doveva sottoporsi a una quarantena di 14 giorni.
- Islanda – Chiunque sia stato in Italia o in altre aree a rischio di contagio di COVID-19, deve sottoporsi a un regime di quarantena domiciliare.[43] Dal 19 marzo tutti i residenti in Islanda che arrivino dall'estero devono sottoporsi a quarantena.
- Isole Falkland – Dal 13 marzo 2020 le autorità locali hanno invitato a chiunque provenga dall'Italia a non recarsi nel territorio poiché sarà sottoposto a quarantena di 14 giorni.[17]
- Jersey – Dal 20 marzo chiunque provenga dall'estero, inclusi la Gran Bretagna o Guernsey, deve sottoporsi a quarantena domiciliare di 14 giorni[44]
- Laos – Chiunque provenga da un Paese con più di 100 casi di COVID-19 deve sottoporsi a una quarantena di 14 giorni. Dal 20 marzo è sospesa l'emissione dei visti turistici.[45]
- Lesotho – Dal 18 marzo 2020 è richiesta una quarantena obbligatoria di 14 giorni a coloro che provengono da Paesi in cui si siano verificati casi di COVID-19, con l'eccezione del Sudafrica.
- Macedonia del Nord – Dall'11 marzo 2020 chiunque provenga dall'Italia dovrà sottoporsi a una quarantena domiciliare obbligatoria.
- Malawi – Dal 2 marzo 2020 chiunque provenga dall'Italia e non presenti sintomi, dovrà sottoporsi a una quarantena domiciliare di 14 giorni. Chi invece presenta sintomi verrà accompagnato presso un ospedale per accertamenti.
- Malta – Dal 10 marzo 2020 chiunque sia stato in Italia nei 14 giorni precedenti dovrà sottoporsi a una quarantena obbligatoria domiciliare di 14 giorni. La misura è estesa anche a chi condivide il domicilio con il viaggiatore. La violazione della quarantena comporterà una sanzione di 1000 euro. Già dal 28 febbraio 2020 chiunque proveniva da Emilia-Romagna, Lombardia, Veneto o Piemonte doveva, anche se asintomatico, contattare le autorità locali e mettersi in quarantena volontaria per 14 giorni.
- Mayotte – Dal 20 marzo chiunque provenga dall'estero o dalla Francia stessa deve sottoporsi a quarantena obbligatoria di 14 giorni.[46]
- Nigeria – Dal 21 marzo 2020 chiunque sia stato in Italia, Francia, Germania, Iran, Giappone, Paesi Bassi, Norvegia, Cina, Corea del Sud, Spagna, Svizzera, Regno Unito o Stati Uniti nei precedenti 15 giorni dovrà sottoporsi a una quarantena obbligatoria di 14 giorni con sorveglianza attiva.[17]
- Panama – Dal 1º marzo 2020 chiunque provenga dall'Italia dovrà sottoporsi a una quarantena domiciliare obbligatoria di 14 giorni che sarà monitorata dall'autorità del Paese.
- Perù – Dall'11 marzo 2020 chiunque provenga dall'Italia o altri paesi a rischio contagio di COVID-19 dovrà sottoporsi a una quarantena obbligatoria di 14 giorni.
- Portogallo – Dal 23 marzo 2020 chiunque provenga dall'estero deve sottoporsi a una quarantena obbligatoria.[47] Dal 16 marzo sono soppressi tutti i collegamenti aerei, ferroviari, terrestri e fluviali con la Spagna, consentendo solo il passaggio merci e per lavoratori transfrontalieri. Già dal 10 marzo, per un periodo iniziale di 14 giorni, venne sospeso il traffico aereo con l'Italia. Chiunque arrivi dalla terraferma dopo il 16 marzo, incluso dal Portogallo stesso, nelle Azzorre o Madera, deve sottoporsi a una quarantena di 14 giorni.[17]
- Rep. Dominicana – Dal 15 marzo 2020, chiunque provenga da Italia, Francia, Spagna o Cina deve sottoporsi a una quarantena domiciliare obbligatoria di 14 giorni.[48]
- La Riunione – Dalle 15:00 del 17 marzo chiunque provenga dall'estero, deve sottoporsi a quarantena domiciliare di 14 giorni.
- Romania – Inizialmente previsto che chiunque provenisse dai comuni italiani soggetti a isolamento si sarebbe dovuto sottoporre a una quarantena obbligatoria di 14 giorni presso una struttura designata e che chi, invece, provenisse dai comuni di Lombardia e Veneto non in isolamento o dall'Emilia-Romagna, si sarebbe dovuto sottoporre a una quarantena domiciliare volontaria della stessa durata, dalle ore 12:00 del 9 marzo 2020 è previsto che chiunque provenga dall'Italia debba sottoporsi a una quarantena obbligatoria di 14 giorni. Inoltre, viene vietato l'ingresso nel Paese con il trasporto aereo a tutti gli stranieri che provengano dall'Italia.
- Saint Vincent e Grenadine – Dal 23 marzo chiunque provenga dall'Unione europea, Regno Unito o Stati Uniti dovrà sottoporsi ad una quarantena obbligatoria di 14 giorni.[17]
- Tagikistan – Dal 27 febbraio 2020, chiunque provenga dall'Italia, o vi sia stato nei 14 giorni precedenti, dovrà scontare una quarantena di 14 giorni presso una struttura designata.
- Tanzania – Dal 23 marzo 2020 chiunque provenga dall'estero deve sottoporsi a quarantena obbligatoria a proprie spese per 14 giorni. Dal 28 marzo è vietato l'ingresso a Zanzibar a chiunque provenga dall'estero.
- Togo – Dal 16 marzo 2020, chiunque provenga da un Paese a rischio COVID-19, tra cui l'Italia, deve sottoporsi a una quarantena domiciliare obbligatoria di 14 giorni con monitoraggio medico attivo.[49]
- Zambia – Dal 28 febbraio 2020, chiunque provenga dall'Italia, dovrà sottoporsi a una quarantena obbligatoria di 14 giorni presso il proprio domicilio zambiano. La misura è stata estesa a chi proviene dalla Francia dal 13 marzo e dal 26 marzo al chiunque arrivi dall'estero. È altresì sospesa l'emissione dei visti agli stranieri.

## Misure speciali
Al 2 aprile 2020, i Paesi che hanno imposto controlli sanitari speciali al momento dell'ingresso nel Paese per chi proviene dall'Italia, sono i seguenti:
- Afghanistan – Tutti i viaggiatori provenienti dall'Italia o che vi sono stati nei 14 giorni precedenti, verranno sottoposti al controllo della temperatura corporea e la verifica della presenza di sintomi riconducibili alla COVID-19 prima del controllo passaporti. In caso affermativo, il viaggiatore potrà optare per il rimpatrio o la quarantena in attesa dei risultati del tampone.
- Belgio - Dal 20 marzo 2020 è permesso entrare nel Paese solo agli stranieri residenti o con validi motivi lavorativi. Chiunque provenga dall'estero è invitato a effettuare un periodo di isolamento presso il proprio domicilio.
- Capo Verde – Il 26 febbraio 2020 il Paese ha dichiarato la sospensione, per tre settimane, di tutti i voli diretti con l'Italia.
- Corea del Sud – Dal 22 marzo chiunque arrivi dall'Europa o vi sia stato nei giorni precedenti viene messo in isolamento in aeroporto e sottoposto a tampone per la COVID-19. Non è possibile uscire dal terminal aeroportuale finché non avrà il risultato del test, che impiega dalle 6 alle 12 ore. Coloro che avranno un risultato negativo possono accedere nel territorio, ma devono scaricare un'applicazione tramite la quale comunicare costantemente con le autorità lo stato di salute. Chi rimane in Corea del Sud oltre i 90 giorni deve sottoporsi a una quarantena domiciliare di 14 giorni.[50]
- Egitto – A tutti i passeggeri provenienti dall'Italia verrà misurata la temperatura corporea e richiesta la compilazione di un modulo affinché siano rintracciabili dalle autorità durante la permanenza nel Paese.
- Guyana francese – Dal 24 marzo 2020 è consentito l'accesso nel territorio solo per motivi familiari, di lavoro o di salute inderogabili.[51]
- Marocco – Tutte le persone provenienti dall'Italia, oltre a essere sottoposte al controllo della temperatura corporea, dovranno compilare un modulo al fine di facilitarne la reperibilità nel caso ve ne sia bisogno. Dal 10 marzo viene sospeso il traffico aereo con l'Italia e, dalla settimana successiva, con qualunque Paese straniero e anche quello marittimo internazionale.
- Martinica – Dal 24 marzo 2020 è consentito l'accesso nel territorio solo per motivi familiari, di lavoro o di salute inderogabili.[51]
- Messico – Dal 29 febbraio 2020 chiunque provenga dall'Italia dovrà compilare un modulo sanitario sarà sottoposto al controllo della temperatura corporea al momento dell'ingresso nel Paese. In casi sospetti, le autorità procederanno con un ulteriori accertamenti presso un ospedale.
- Monaco – I cittadini monegaschi provenienti da Emilia-Romagna, Lombardia e Veneto sono invitati a effettuare una quarantena volontaria di 14 giorni. Vige l'obbligo di non presentarsi a scuola per il periodo della quarantena per gli studenti e il personale scolastico.
- Nicaragua – Chiunque provenga dall'Italia verrà sottoposto a un'intervista circa lo stato di salute e la permanenza nel Paese. A chi presenta sintomi compatibili con la COVID-19 verrà eseguito l'apposito tampone e messo in isolamento in attesa dei risultati.
- Regno Unito – Chiunque abbia fatto ingresso nel Paese e sia stato nei comuni italiani sottoposti a isolamento ("zona rossa": lodigiano e Vo') dopo il 19 febbraio doveva sottoporsi a un periodo di quarantena anche se asintomatico in accordo con le autorità locali. Chiunque provenisse dalle altre zone dell'Italia settentrionale doveva sottoporsi alla quarantena solo se in presenza di sintomi sospetti per la COVID-19.
- Saint-Barthélemy – Dal 24 marzo 2020 è consentito l'accesso nel territorio solo per motivi familiari, di lavoro o di salute inderogabili.[51]
- Saint-Martin – Dal 24 marzo 2020 è consentito l'accesso nel territorio solo per motivi familiari, di lavoro o di salute inderogabili.[51]
- Slovenia – Dal 15 marzo 2020 è permesso l'ingresso a chi proviene dall'Italia se presenta un certificato medico, non più vecchio di 3 giorni, che confermi l'assenza di COVID-19, se non manifesti i sintomi di COVID-19 o se abbia una temperatura corporea inferiore a 37,5 °C.

## Aiuti internazionali ricevuti in Italia
Il governo italiano ha richiesto attrezzature mediche dal meccanismo di protezione civile dell'Unione europea e l'11 marzo si è lamentato della risposta lenta degli altri paesi europei. Il rappresentante permanente italiano presso l'Unione europea, Maurizio Massari, ha scritto: "sfortunatamente, non un singolo paese dell'UE ha risposto all'appello della Commissione".
Dall'inizio di marzo il governo tedesco ha limitato l'esportazione di prodotti essenziali al suo servizio sanitario nazionale. Ai distributori italiani è stato comunicato che non potevano essere forniti con camici chirurgici, maschere protettive, occhiali o visiere. La Francia ha imposto simili restrizioni all'esportazione e Jens Spahn ha difeso la decisione della Germania.
Il 13 marzo la Cina ha inviato forniture mediche, tra cui mascherine e ventilatori, in Italia, insieme a personale medico cinese; questi non furono donazioni bensì acquisti. Inoltre, nell'aprile 2020, è stato riferito che i kit di DPI venduti dalla Cina all'Italia erano gli stessi che l'Italia aveva precedentemente donato alla Cina durante la diffusione iniziale del Coronavirus in Cina.
Il 15 marzo l'UE, tramite la persona del commissario europeo per il mercato interno, il francese Thierry Breton, annuncia lo sblocco delle esportazioni dei materiali sanitari da Francia e Germania verso l'Italia.
Il 21 marzo il Governo di Cuba ha inviato in Lombardia 52 medici e infermieri specializzati in malattie infettive.
Il 28 marzo sono arrivati in Italia 30 medici specializzati dall'Albania, a seguito di un colloquio tra il premier albanese Edi Rama e il ministro degli esteri italiano Luigi Di Maio.
Il premier albanese Edi Rama quel giorno fece un discorso in lingua italiana dicendo: "Non siamo ricchi, ma neanche privi di memoria. Siamo tutti italiani" e "L'Albania non abbandona mai l'amico in difficoltà'', consolidando le relazioni storiche, culturali ed economiche tra le due nazioni
Il 20 aprile sono arrivati 60 medici albanesi a seguito di un altro colloquio tra il premier albanese Edi Rama e il ministro degli esteri italiano Luigi Di Maio.
Al 16 aprile 2020, l'Austria aveva trasportato un milione e mezzo di mascherine verso l'Italia, il Brasile 2 milioni e mezzo, l'Egitto un milione e mezzo di mascherine e due aerei di dispositivi sanitari, la Francia un milione di mascherine, 20 000 camici e 2 400 tute, la Germania 830.000 mascherine, 300 respiratori e 100 ventilatori polmonari, l'India 40 000 mascherine, il Kuwait 5 milioni di dollari, la Norvegia 30 medici e infermieri, il Pakistan 500.000 pastiglie di clorochina, la Polonia 15 unità tra personale medico e paramedico all'ospedale da campo a Brescia, il Qatar aveva completato quattro voli con aiuti sanitari (tra cui due ospedali da campo) verso l'Italia, la Repubblica Ceca 110 000 mascherine (oltre a 10 000 tute alla Regione Lombardia), la Romania 11 medici e 4 infermieri, la Russia 9 aerei di "specialisti militari; mascherine, tamponi, ventilatori e macchinari per test; stazioni mobili per la disinfezione", la Santa Sede ha fornito 30 respiratori, gli Stati Uniti hanno aviotrasportato ad Aviano un sistema ospedaliero mobile e il presidente Donald Trump ha annunciato il 31 marzo ulteriori aiuti all'Italia per un valore di 100 milioni di dollari, l'ONG americana Samaritan's Purse ha attivato da fine marzo un ospedale da campo a Cremona da 60 persone (più 8 posti di terapia intensiva), altri privati USA hanno donato 17 milioni di dollari, Taiwan ha donato 500 000 mascherine, la Turchia un aereo carico di materiale sanitario, e l'Ucraina 13 medici e 7 infermieri attivi dal 5 aprile nelle Marche.

### Aiuti dall'Ucraina

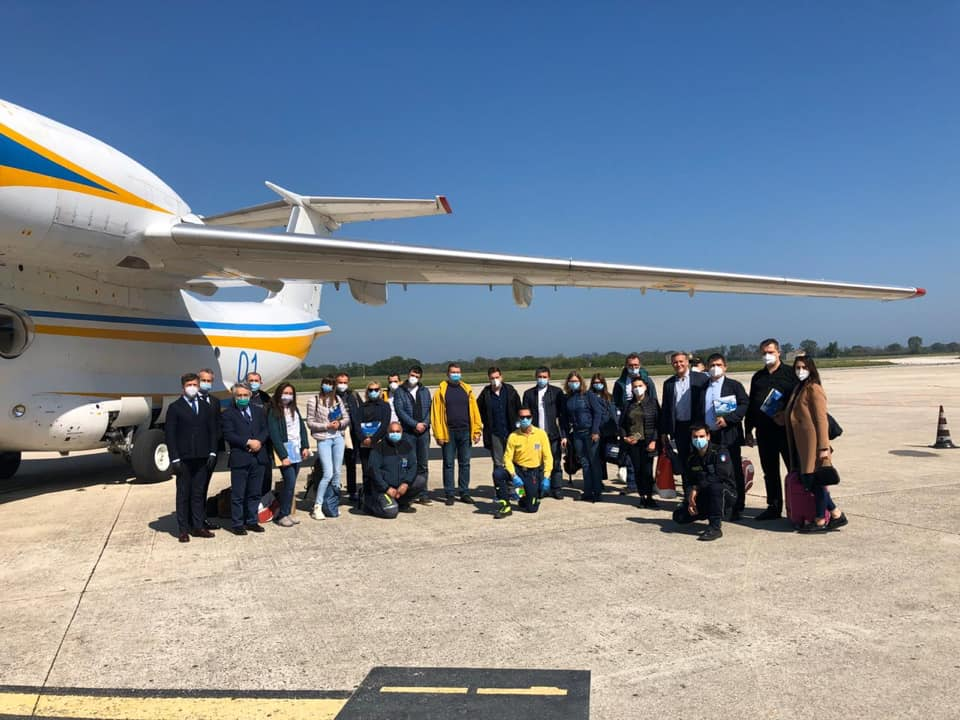
L'arrivo dei medici ucraini in Italia.

A seguito della conversazione telefonica tra il presidente del Consiglio dei ministri della Repubblica Italiana Giuseppe Conte ed il presidente ucraino Volodymyr Zelens'kyj, quest'ultimo ha firmato il decreto sull'aiuto umanitario alla Repubblica Italiana e ha seguito personalmente la preparazione degli aiuti umanitari destinati alle Marche. L'Ucraina si è resa disponibile anche a fornire elicotteri speciali laddove ci fosse necessità di evacuazione di pazienti residenti in località difficili da raggiungere.
Il ministro degli Affari Esteri Dmytro Kuleba ed il ministro degli Interni Arsen Avakov, insieme ad esperti del Ministero della Salute ucraino, avevano programmato un piano di assistenza sanitaria che si è svolta in più fasi.
Il 4 aprile 2020 un gruppo degli specialisti ucraini, composto da tredici medici e sette infermieri, è arrivato in Italia. Il gruppo dei medici è stato accolto dal ministro degli Esteri italiano Luigi Di Maio, dai rappresentanti della Regione Marche e dai diplomatici ucraini. Dopodiché sono stati inviati nella provincia di Pesaro per il supporto degli ospedali di Marche Nord e Urbino.
Una settimana dopo, l'8 aprile 2020, l'aereo Antonov An-72 della Guardia nazionale dell'Ucraina ha portato un carico di disinfettanti per aiutare l'Italia a combattere la pandemia di Covid-19. L'aereo è atterrato all'aeroporto militare Pratica di Mare ed è stato accolto dai rappresentanti del Dipartimento della Protezione Civile, del Ministero della Difesa e del Ministero degli Affari Esteri.
Il 15 aprile 2020, lo stesso aereo ha portato un alto carico di disinfettanti e dispositivi di protezione individuale per aiutare l'Italia.

### Aiuti dalla Russia
Il 22 marzo sono arrivati dalla Russia camion per la disinfezione, ospedali da campo, 100 ventilatori polmonari e 500.000 mascherine. Assieme al materiale sono arrivati anche 100 medici, con esperienza internazionale nelle epidemie, in quanto hanno combattuto l'ebola e la peste suina. Il materiale e il personale sono arrivati tramite nove aerei militari e sono atterrati all'aeroporto militare di Pratica di Mare.